# Platt fjädermossa
Platt fjädermossa (Neckera complanata) är en bladmossart som beskrevs av Hübener 1833. Platt fjädermossa ingår i släktet fjädermossor, och familjen Neckeraceae. Arten är reproducerande i Sverige. Inga underarter finns listade i Catalogue of Life.

## Bildgalleri

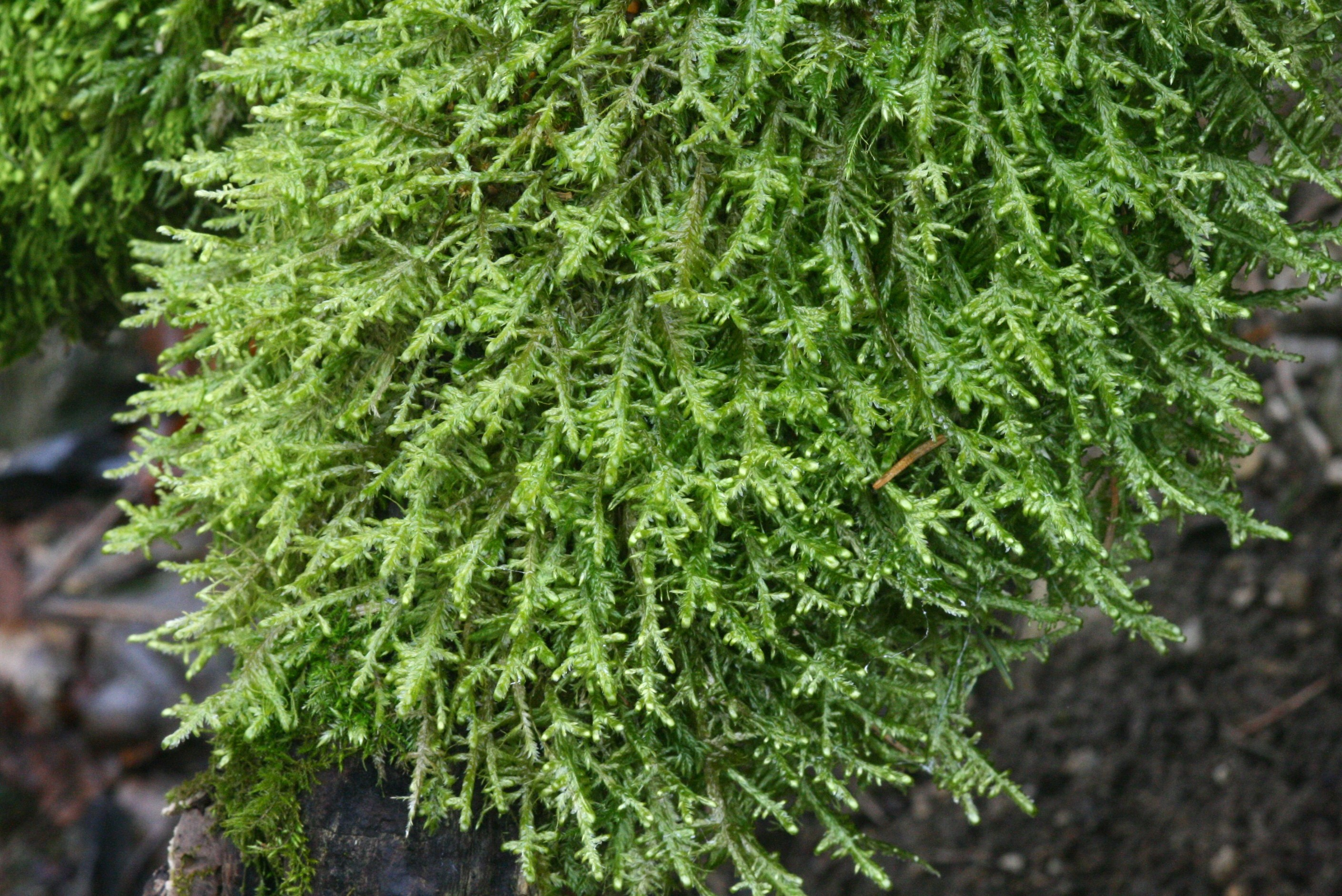
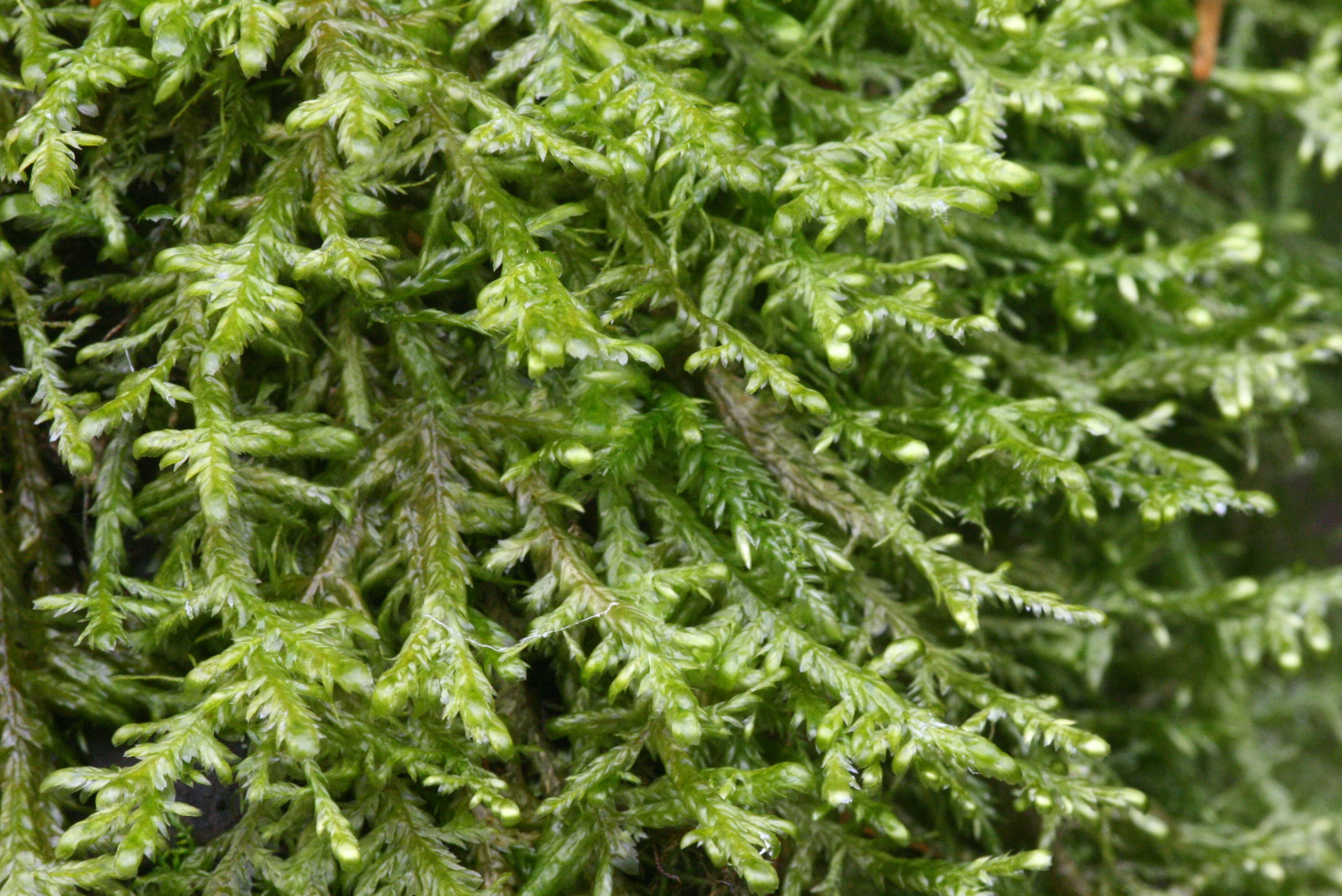
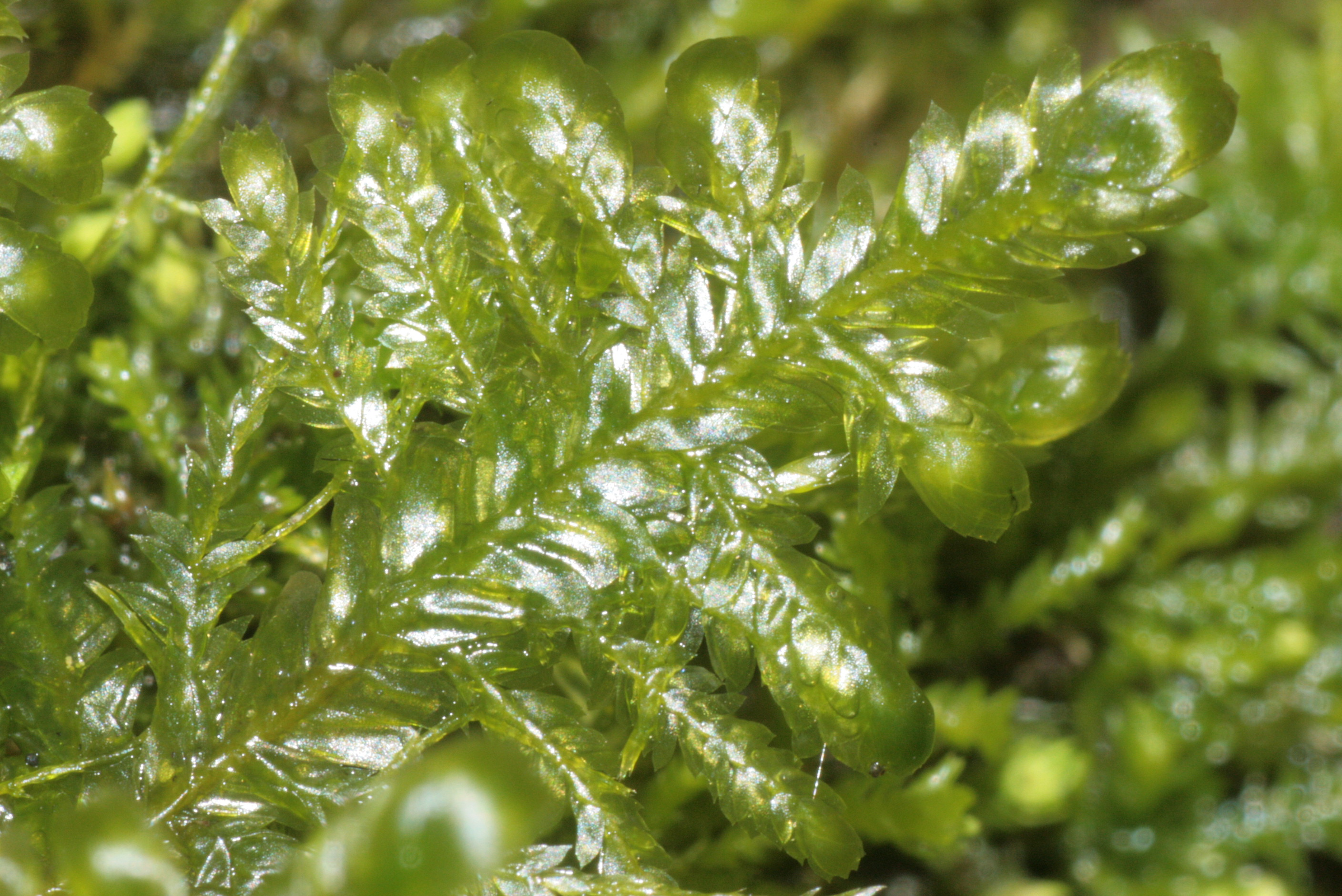
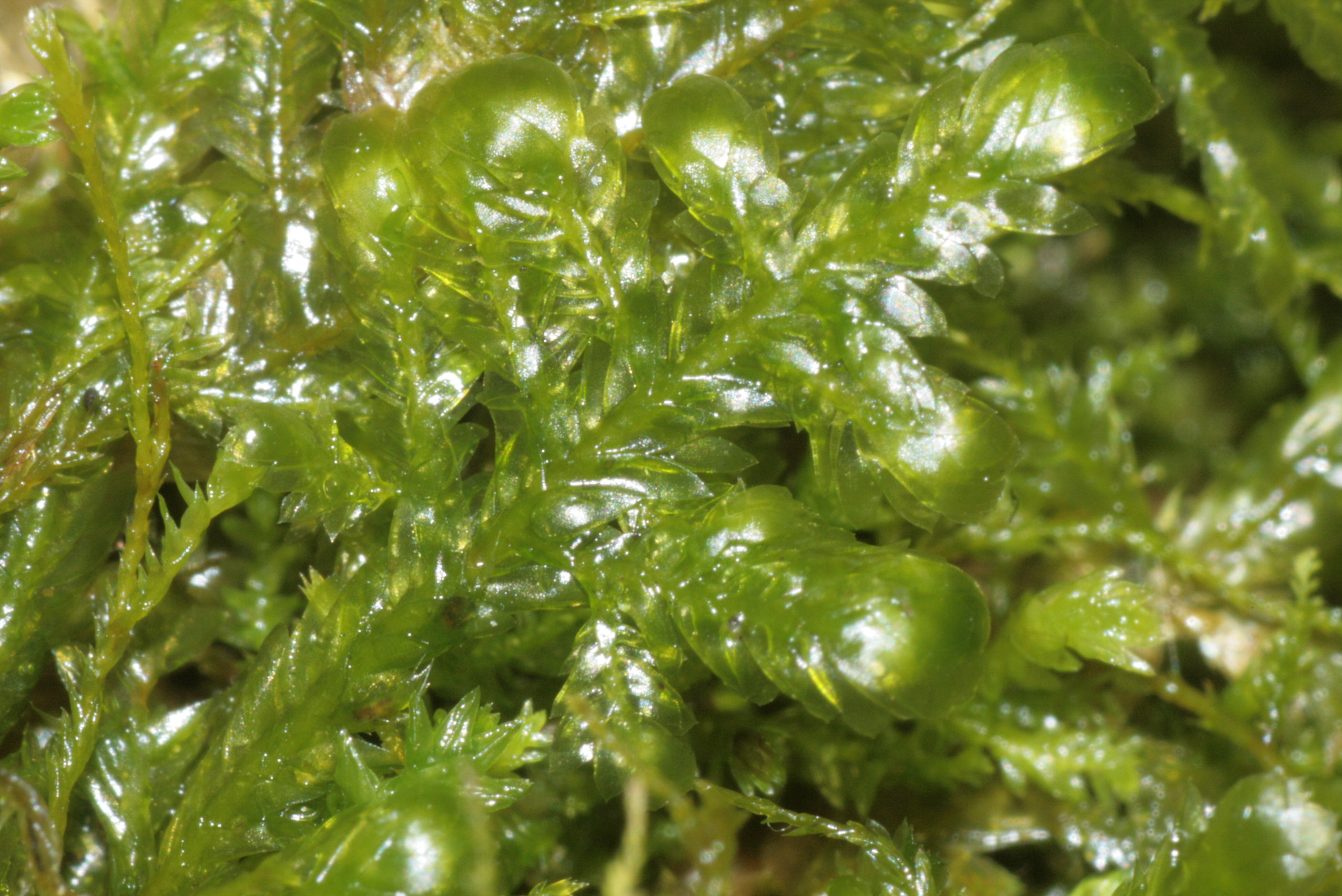
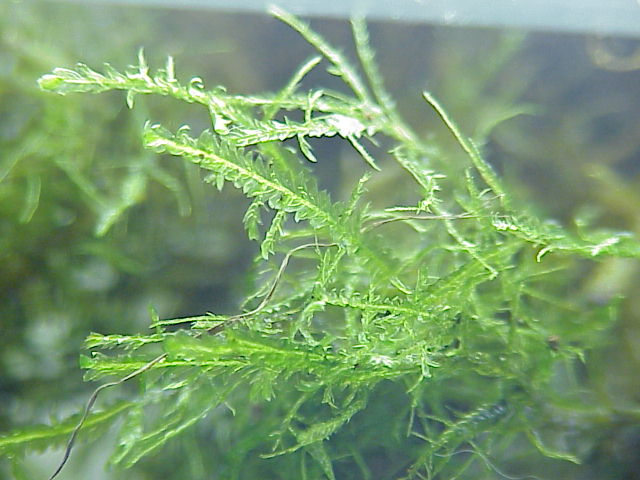
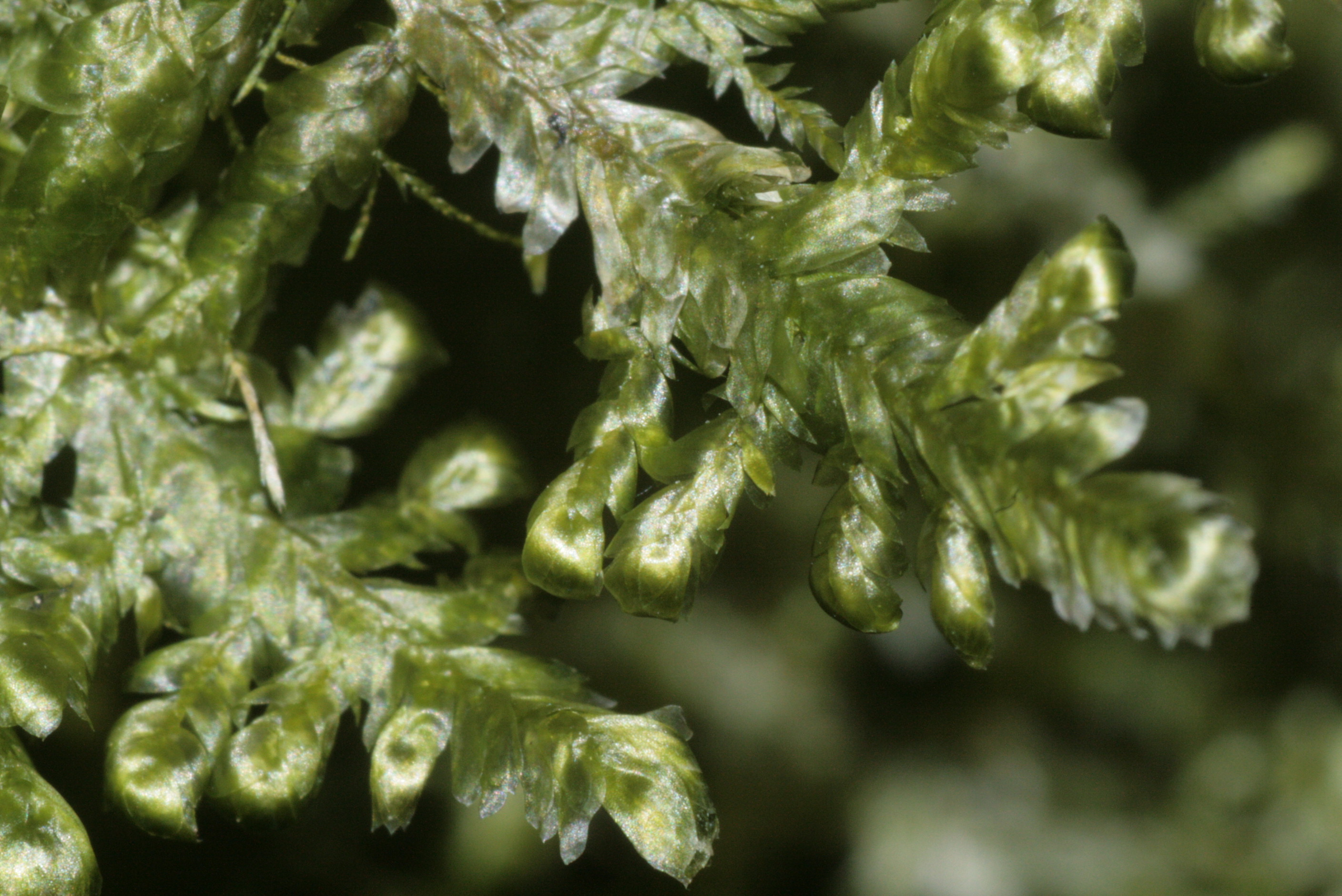